# قنية (طب)

القُنيّة الطبية

القُنيّة الطبية أو القُصَيبَة أو (نقحرة: كانيولا) (بالإنجليزية: Cannula)‏، والقنية لغويًا هي القناة الصغيرة. والقُنيّة الطبية هي أنبوب دقيق يمكن إدراجه في فتحات أو أوعية أو تجاويف الجسم، لإدخال أو سحب السوائل والغازات. وللقنية الطبية العديد من الأشكال والاستخدامات، ومنها القنية الأنفية وهي عبارة عن أنبوب دقيق يتم تمريره تحت فتحتي الأنف لتسهيل دخول غاز الأكسجين في بعض الحالات الطبية. وقد تزود القُنَيَّة الطبية بإبرة مصنوعة من البلاستيك أو المعدن تسمى مبزلة تساعد على اختراق الجلد والوصول إلى أوردة وشرايين الجسم لسحب عينات من الدم أو لضخ سائل أو دواء إلى داخل الوعاء الدموي.

## الأنواع

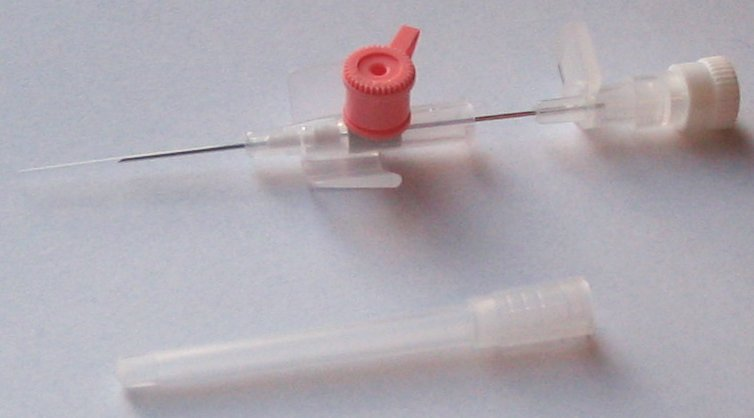
قنية وريدية (قُنَيَّة وريدية)

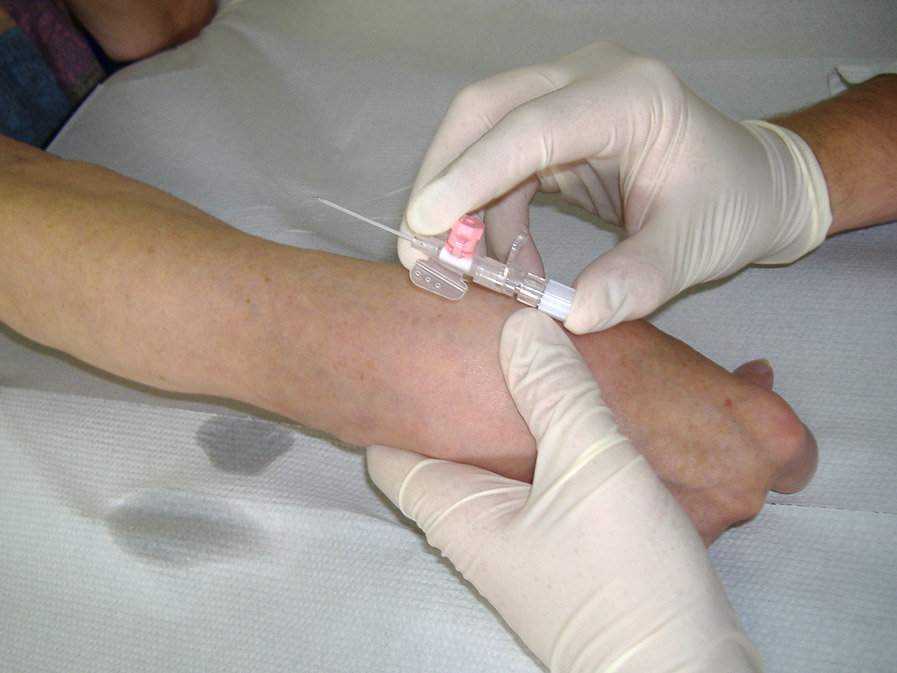
أثناء تركيب قُنية وريدية

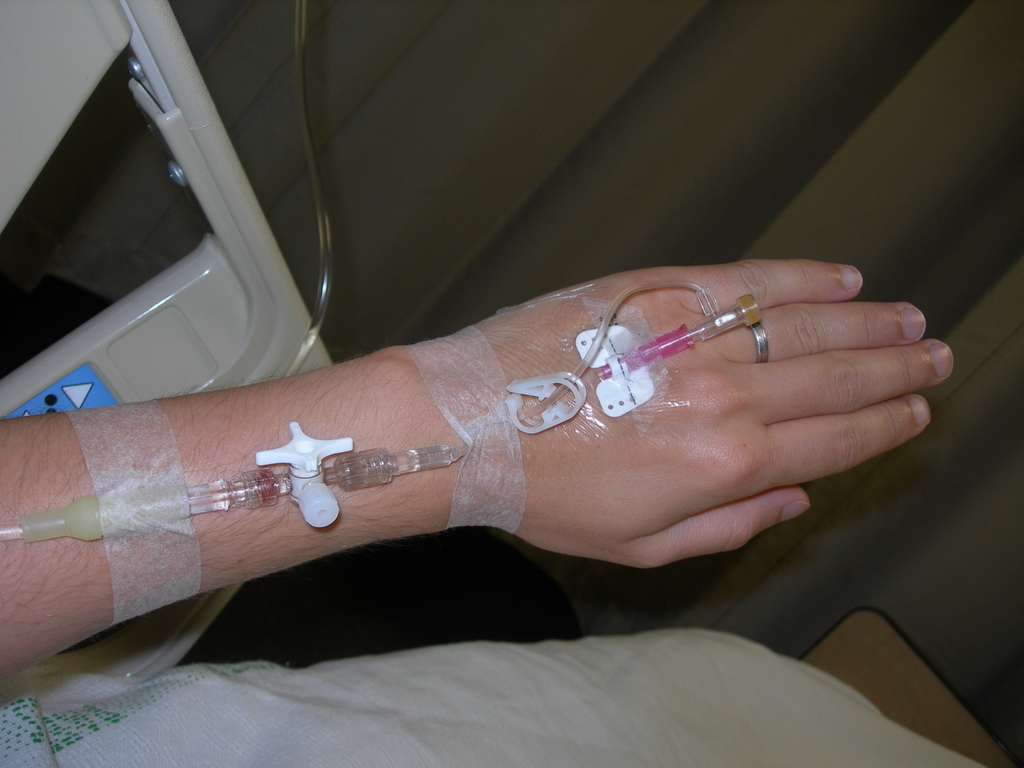
قنية وريدية مثبتة إلى ذراع مريض

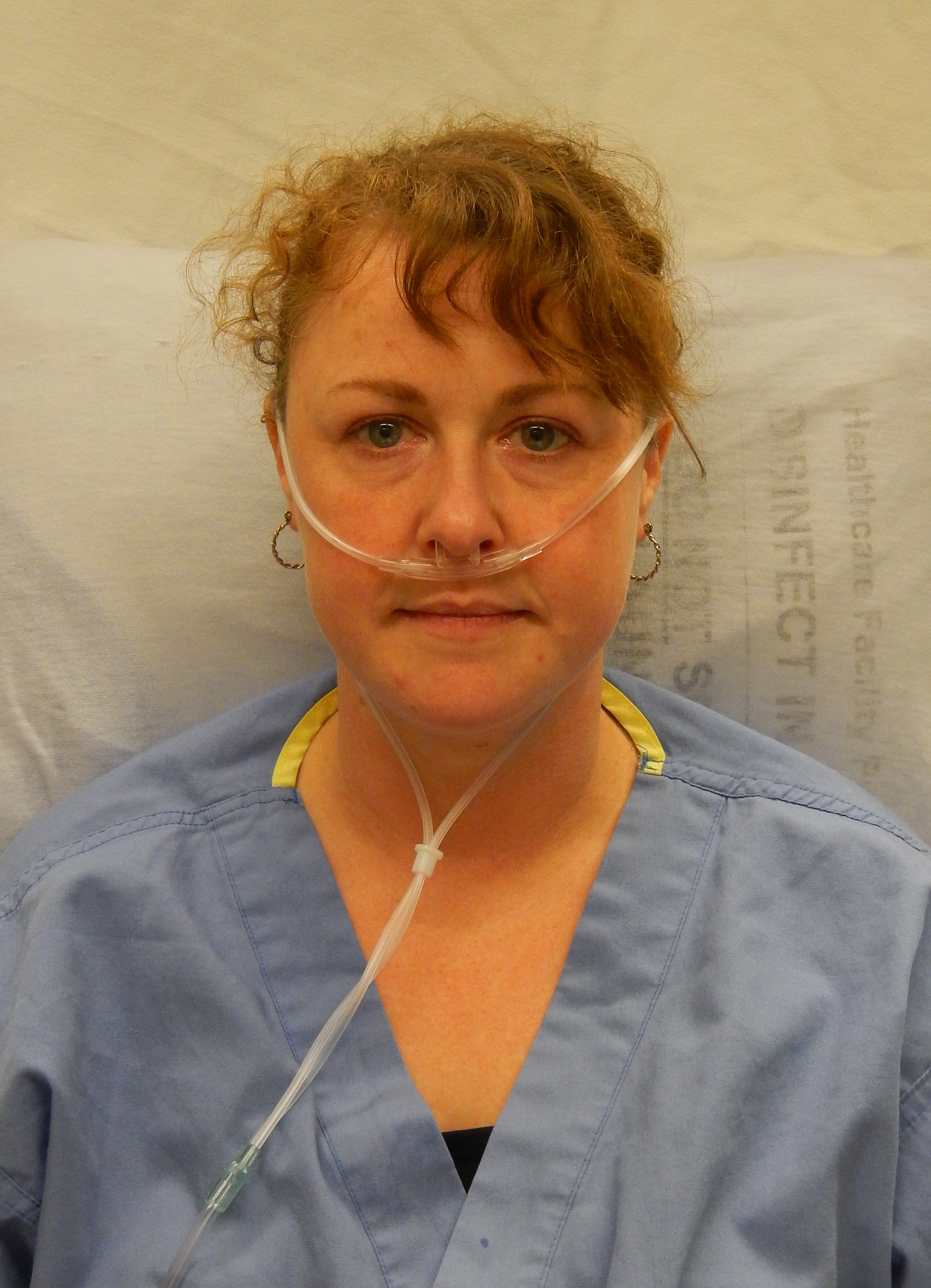
مريضة تضع قُنية أنفية أو قُنَيَّة أنفية

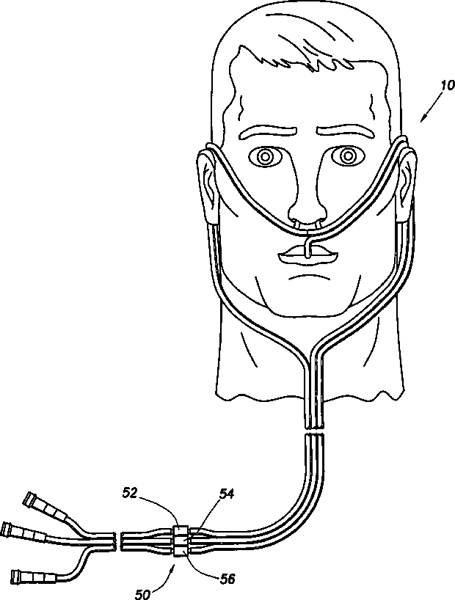
رسم توضيحي للقنية الأنفية

### القُنيّة الوريدية
القنية الوريدية أو القُنَيَّة الوريدية هي أنبوب دقيق مزود بإبرة طبية تساعد على اختراق جدار الأوعية الدموية لحقن المواد الطبية والأدوية داخل مجرى الدم. وتأتي القُنَيَّة الوريدية في ألوان وأحجام مختلفة حسب حاجة المريض والدواعي الطبية. وغالبًا ما يتم اختيار أصغر قطر ممكن للقُنَيَّة لتجنب إحداث ضرر في جدار الوريد، أما في بعض الحالات الطارئة فقد يتم اللجوء لقُنَيَّة ذات قطر أكبر من المعتاد لضخ السوائل والأدوية بشكل أسرع وأكبر في الكمية.
يتم اختيار الأوردة ذات ضغط الدم العالي لسهولة التعرف على مواقعها واختراق القُنَيَّة لها بدقة، وقد يطلب من المريض يعمل انقباض وارتخاء متتالي لعضلات المكان الذي سيتم فيه إدراج القُنَيَّة، أو وضع بعض الكمادات الدافئة أو مرهم النيتروجليسرين لتوسيع الوريد وتسهيل التعرف على مكانه. ويفضل أن يتم إدراج القُنَيَّة في أوردة الطرفين العلويين وتحديدًا أوردة ظاهر اليد والساعد والحفرة المرفقية، عن أوردة الطرفين السفليين لأنها تحمل خطورة أقل في الإصابة بالتهابات الأوردة، كما أنها تسبب تعارضًا أقل مع حركة المريض. ويُفضل تجنب الأوردة الصغيرة والقريبة من مواضع الشرايين والمفاصل، والأوردة المتصلبة.
وتستخدم القُنَيَّة الوريدية في العديد من الأغراض الطبية، ومنها:
- أخذ عينات من الدم بشكل متكرر
- إدراج سوائل طبية إلى مجرى الدم
- إدراج أدوية إلى مجرى الدم
- إدراج العلاج الكيميائي
- في حالات التغذية الوريدية
- في حالة نقل الدم أو مشتقاته
- إدراج بعض الصبغات الطبية الخاصة قبل التصوير المقطعي المحوسب (CT scan) أو التصوير بالرنين
المغناطيسي

ولابد من التعامل بحذر شديد عند استخدام القُنَيَّة الوريدية مع المرضى المصابين بأمراض النزف واضطرابات التجلط أو المرضى الذين يتعاطون الأدوية التي تزيد من سيولة الدم، ويحظر استخدام القُنَيَّة الوريدية في بعض الحالات الطبية مثل:
- بالقرب من موضع عدوى
- في الأوردة المغذية لطرف مكسور
- في حالة معاناة المريض من الاستسقاء في أطرافه
- جانب الجسم المصاب في حالة السكتة الدماغية

وقد تنتج عنها بعض المضاعفات الطبية مثل:
- إصابة عصب أو شريان أثناء الإدراج بشكل خاطيء
- التهابات الوريد وتكوّن الجلطات
- الألم في مكان الحقن
- تجمع دموي (ورم دموي)، وفي هذه الحالة يستوجب إزالة القُنَيَّة وإيقاف عملية الحقن

### القنية الأنفية
وهي أنبوب دقيق يستخدم لتوصيل الأكسجين الإضافي أو زيادة تدفق الهواء إلى مريض في حاجة لدعم عملية التنفس. إحدى نهايتي هذه الأنبوب تتكون من نتوء أو اثنين يتم وضعهما في فتحتي الأنف لضخ خليط الهواء والأكسجين. وذلك بهدف علاج نقص الأكسجين وتقليل المجهود المبذول من قِبل القلب أو الرئة في عملية أكسجة الدم. أما النهاية الثانية فيتم توصيلها بأنابيب الاوكسجين المحمولة، أو أنبوب الأكسجين المخصص لذلك الغرض والمدفون في جدران بعض المستشفيات. ويتم تثبيت القُنَيَّة التنفسية في مكانها بواسطة خطافات مرنة يتم تثبيتها على أذن المريض.
وفي أكثر أنواع القُنَيَّة الأنفية انتشارًا، يتم ضخ 1-5 لتر من الأوكسجين في الدقيقة الواحدة. وفي حالة ضخ الأكسجين بمعدلات أسرع قد يتسبب ذلك في شعور المريض بعدم الراحة وجفاف الممرات الأنفية ونزيف الأنف. ويحظر استخدام القُنَيَّة التنفسية في حالات انسداد الأنف أو وجود تشوهات في الوجه تمنع استقرار القُنَيَّة في مكانها الصحيح.